# 福島県立二本松実業高等学校
福島県立二本松実業高等学校（ふくしまけんりつ にほんまつじつぎょうこうとうがっこう）は、福島県二本松市榎戸一丁目に所在する県立高等学校。

## 概要
二本松市内にあった二本松工業高校と安達東高校が再編されて、統合校の二本松実業高校が開校した。

## 校訓
創造・協調・責任

## 設置学科
- 全日制課程
  - 機械システム科
  - 情報システム科
  - 都市システム科
  - 生活文化科

## 沿革
- 2023年4月1日 - 安達東高校と二本松工業高校が統合し、開校[2]。

## 交通
- JR東北本線二本松駅下車